# Вооружённые силы Регаладо
Вооружённые силы Регаладо (исп. Fuerzas Armadas de Regalado, FAR) — сальвадорская ультраправая террористическая организация, один из первых в стране эскадронов смерти. Созданы Эктором Антонио Регаладо из членов скаутской организации и криминализированной молодёжи. Вели вооружённую борьбу против марксистского партизанского движения, совершали террористические акты и убийства левых активистов. Занимались также рэкетированием землевладельцев. Прекратили существование после убийства группы своих боевиков, инициированного Регаладо. Некоторые бывшие активисты работали в подразделениях охраны и безопасности партии ARENA майора д’Обюссона.

## Молодёжный «эскадрон» стоматолога
Точная дата создания организации в открытых источниках не указана, но начало деятельности обычно относят к 1974. В этот период в Сальвадоре резко обострились социальные противоречия и политические конфликты. Распространились левые идеи, активизировались марксистские повстанческие движения и Компартия Сальвадора. Усилилась агитация за аграрную реформу. Ультралевые организации активно применяли насильственные методы борьбы. Консервативная олигархия резко ужесточила свою политику. Землевладельцы, чиновники, финансисты, армейские офицеры поддерживали создание ультраправых террористических группировок.
Один из первых в Сальвадоре эскадронов смерти образовался в небольшом городке Сантьяго-де-Мария. Создал его дантист Эктор Антонио Регаладо, известный под прозвищем Док. Он придерживался ультраправых антикоммунистических взглядов, обладал организаторскими способностями, даром убеждения и явной харизмой. При этом он пользовался авторитетом как квалифицированный врач-стоматолог, а среди молодёжи, особенно мужской — как меткий стрелок.

## Террор и рэкет
«Эскадрон» получил название Вооружённые силы Регаладо (Fuerzas Armadas de Regalado, FAR). Своих боевиков Регаладо вербовал в основном среди местных скаутов — юношей и подростков, иногда девушек. В иных случаях рекруты Регаладо происходили из люмпенской и криминальной среды. Примером первого рода был Луис Оскар Гусман, примером второго — Эрнан Торрес Кортес. Оба принадлежали к ближайшим сподвижникам Регаладо.
С помощью военных Эктор Антонио Регаладо обучил своих бойцов стрельбе и рукопашному бою. Он проводил политзанятия по антикоммунизму и положению в стране. Юноши и девушки под командованием Регаладо совершали нападения и убийства левых активистов и марксистских партизан. Некоторые из них отличались особой жестокостью, «самыми кровавыми» считались брат и сестра Рамиро и Дора Алисия. Был составлен Lista del Doc — Список Дока — перечень лиц, подлежащих ликвидации (в основном это были студенческие и профсоюзные деятели, близкие к партизанам и левым организациям).

Сальвадору не нужен был Джек Потрошитель. Вместо него были FAR, Рамиро и Дора Алисия…

Террористические акции FAR отличались жестокостью и дерзостью. Известен эпизод, когда Торрес Кортес и его подручные остановили автобус на окраине Сантьяго-де-Мария, вывели на шоссе и расстреляли левую активистку Соню Гуадалупе, числившуюся в «списке Дока». В другой известной ситуации они расстреляли из засады машину местного профсоюзного руководителя.

FAR были очень сильной вооружённой организацией. Мы прошлись практически по всем студенческим активистам и прочим, скажем так подрывным элементам. Мы работали по всему восточному региону. Вытаскивали их из домов на улицы и убивали. Потому что они наносили ущерб стране.

Эрнан Торрес Кортес

Деятельность FAR осуществлялась в тесном контакте с Национальной гвардией. Военные снабжали боевиков оружием, оказывали оперативную поддержку. Финансирование «эскадрона» поступало от местных землевладельцев, заинтересованных в защите от партизанских атак. Боевики FAR взяли на себя охрану местных кофейных и хлопковых плантаций. При этом действия FAR носили не только политический, но и криминально-рэкетирский характер. Регаладо требовал от землевладельцев оплаты охранных услуг, стоимость которых составляла около 100 долларов в час. Чтобы убедить их в необходимости денежных взносов, Регаладо организовывал угрожающие звонки от имени партизан, после чего боевики FAR совершали нападения на латифундии.
FAR строились по модели военно-идеологического ордена. В организации царили идейное единомыслие, жёсткая дисциплина, безоглядная верность, беспрекословное повиновение, культ Регаладо как вождя, жестокие наказания и кровавые расправы с отступниками и провинившимися. «История скаутов Сантьяго-де-Мария» рассматривается как особенно страшная даже в общем контексте сальвадорских «эскадронов смерти».

## Расправа на кофейной ферме
В 1979 началась гражданская война в Сальвадоре. Эктор Антонио Регаладо был среди ключевых фигур в окружении Роберто д’Обюссона, лидера ультраправых сил. Созданная майором д’Обюссоном организация Национальный широкий фронт выступала координационным центром «эскадронов смерти».
Крупнейшая акция была совершена 24 марта 1980: убийство архиепископа Оскара Арнульфо Ромеро, которого д’Обюссон и его сторонники считали главным пособником коммунистов. По данным расследования, Регаладо принимал в этом преступлении активное личное участие.
Незадолго до убийства Регаладо сообщал боевикам FAR, что в скором времени они «заживут как на небесах», поскольку майор д’Обюссон станет президентом. Правящая Революционная правительственная хунта увязала совокупность событий в подготовку государственного переворота. 7 мая 1980 д’Обюссон с группой своих приближённых был арестован, но вскоре освобождён. Эктор Антонио Регаладо заранее сумел бежать в Гватемалу.
Из-за границы Регаладо продолжал руководить FAR. Особо доверенные лица неукоснительно выполняли получаемые приказы. Эрнан Торрес Кортес работал связным между Регаладо и его партнёрами в сальвадорской армии и Национальной гвардии. Теперь Регаладо считал главной задачей заметание следов, устранение нежелательных свидетелей.
27 декабря 1980 на кофейной ферме близ Сантьяго-де-Мария собрались по указанию Регаладо десять молодых боевиков, включая Луиса Оскара Гусмана, Рамиро и Дору Алисию. Все они были убиты специально вызванными военными (по некоторым оценкам, с ними обошлись столь же жестокими методами, что практиковали они сами). Ни прежняя активность в терроре, ни личная преданность Регаладо не были приняты во внимание. Эрнан Торрес Кортес избежал этой участи лишь потому, что находился в тот день в Сан-Сальвадоре, выполняя очередное поручение Регаладо.

Память о том дне ужасает город. Об этой тайне говорят шёпотом.

История FAR на этом завершилась.

## Продолжение
В ходе гражданской войны сальвадорские «эскадроны смерти» консолидировались под руководством майора д’Обюссона. В 1981 эта консолидация была организационно и политически оформлена в партии Националистический республиканский альянс (ARENA). Эктор Антонио Регаладо вернулся в Сальвадор и возглавил службу безопасности ARENA и личную охрану д’Обюссона. Некоторые боевики FAR включились в эту систему. Среди них был Эрнан Торрес Кортес, случайно оставшийся в живых в декабре 1980 года. Они и его напарник по имени Хорхе состояли в секьюрити избранной в 1982 Конституционной ассамблеи Сальвадора. Председателем этого органа был Роберто д’Обюссон, начальником службы безопасности — Эктор Антонио Регаладо. Боевики, обладавшие опытом FAR, вновь подключались к терактам и криминальным операциям.

Это был другой, высший уровень. Настоящие крёстные отцы. Они дали нам деньги, оружие, одежду, обувь и носки.

Эрнан Торрес Кортес

В 1984 Роберто д’Обюссон потерпел поражение на президентских выборах. К власти пришла Христианско-демократическая партия. Правительство Хосе Наполеона Дуарте приступило к расследованию убийства архиепископа Ромеро. Эктор Антонио Регаладо вновь эмигрировал в Гватемалу. Некоторые бывшие члены FAR, в том числе Торрес Кортес и Хорхе, примкнули к сальвадорскому филиалу Секретной антикоммунистической армии — под руководством д’Обюссона и при участии Регаладо.

## Разоблачение
В 1988, когда уже шли мирные переговоры сальвадорского правительства с партизанами ФНОФМ, Эрнан Торрес Кортес посчитал возможным рассказать прессе историю FAR. На его решение повлиял конфликт с бывшим руководством — ему предложили полицейскую должность, которую он рассматривал как неадекватную своим заслугам. По его словам, преданность боевиков FAR своему лидеру Регаладо была связана со страхом: «Мы боялись убивать. Но должны были выполнять свою миссию. Иначе Док убил бы нас».